# 人和路街道
人和路街道是中华人民共和国河南省郑州市二七区下辖的一个街道办事处。

## 行政区划
人和路街道下辖以下村级行政区划单位：
郑飞社区、贾寨社区、荆胡社区、王胡砦社区、宏鑫花园社区、逸园社区、广兴社区和联合社区。